# Ingalagondi, Hirekerur
Ingalagondi là một làng thuộc tehsil Hirekerur, huyện Haveri, bang Karnataka, Ấn Độ.